# 默倫巴赫河
48°56′58.86″N 10°54′50.48″E / 48.9496833°N 10.9140222°E

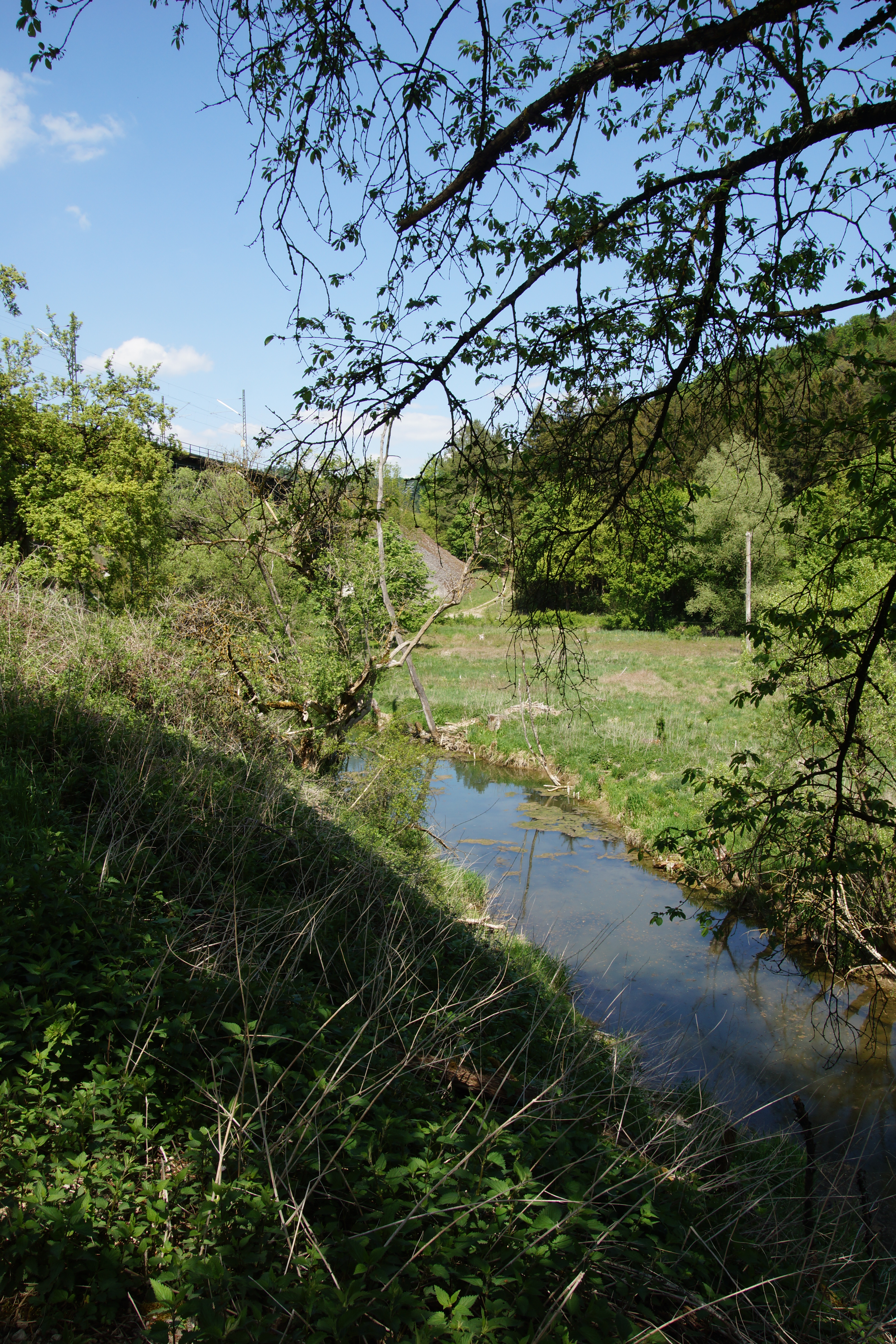

默倫巴赫河（德語：Möhrenbach），是德國的河流，位於該國東南部，由巴伐利亞負責管轄，屬於阿爾特米爾河的右支流，河道全長19.1公里，流域面積128.2平方公里。